# Волан

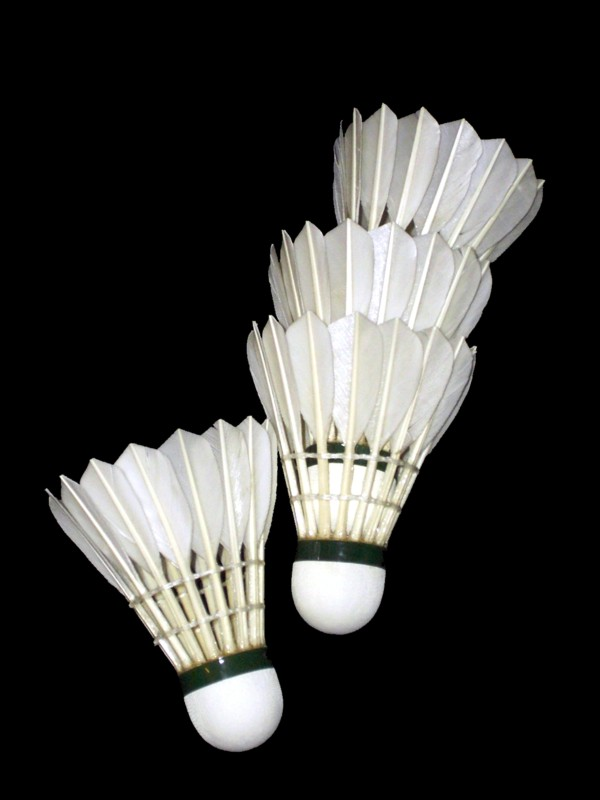
Волани з пір'ям

Вола́н або вола́нчик (фр. volant, від voler — «літати») — спортивний снаряд в бадмінтоні. Він має відкриту конічну форму, сформовану пір'ям (або синтетичною альтернативою, пластиком), встромленим в округлу коркову (або гумову) основу. Форма волана робить його надзвичайно аеродинамічно стабільним. Незалежно від початкової орієнтації, він обертається корком вперед і залишається в цій орієнтації до кінця польоту.
Вага волана 4,75—5,50 грамів. Волан має 16 пір'їн, довжиною 62—70 мм. Діаметр корка — 25—28 мм, а діаметр кола, утвореного пір'ям — приблизно 58—68 мм.

## Конструкція та матеріали

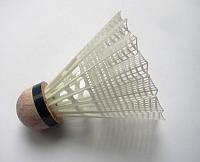
Пластиковий воланчик

Волан формується з 16 пір'їн, що накладаються одна на одну, зазвичай гусячих або качиних, які встромлюються в округлу коркову основу. Пір'я вищипують з крил живого гусака або качки — метод, який в останні роки визнається захисниками прав тварин жорстоким. Корок обтягують тонкою шкірою. Для забезпечення задовільних характеристик польоту бажано використовувати в кожному воланчику пір'я тільки з правого або лівого крила, а не змішувати пір'я з різних крил, оскільки пір'я з різних крил мають різну форму.
Компанії, що виробляють волани для бадмінтону, виготовляють пробки для воланів, вкладаючи поліуретан між пробками та/або використовуючи цілий шматок натуральної пробки. У першому випадку пробка відносно швидко втрачає форму, в той час як пробка створена другим способом дуже мало деформується після використання.